# 長さ順の川の一覧
長さ順の川の一覧（ながさじゅんのかわのいちらん）では、地球上の川を長さ順にまとめたものを記す。

## 長さの定義
川の長さを算定することは必ずしも容易なことではない。長さの算定には水源や河口を特定することが第一であるが、これが困難な場合がある。また、日本の川の長さを表記している場合、水系の長さ（名の付く川としてではなく、一本の水の流れとして）である事に注意する。
水源に関しては次のような論点がある。
- 複数の支流を持つ場合であれば、河口からその水源までの長さがその川の最長の長さとする。これは河川の規模が大きいほど当てはまりやすい。
- 季節によって川がどこから始まるかが異なる場合があること。季節による嵐や、湿地、湖の変動などが影響する。
- 一つの水源からひとつの支流に流れているとは限らないこと。たとえばミシシッピ川の水源はミズーリ川の水源とつながっているが、別の川として認識されている。川をその河口から水源までとして測るならばミシシッピ＝ミズーリとしなければならない。
- 未開の地で探索、調査が進んでいない場合があること。

河口の決定も難しい。
- 河口は海洋と河川の境界が不明確な場合があることがある。河口の問題は特に大規模な河川の場合に見られやすい。例としてアマゾン川とセントローレンス川をあげる。
- 河口を持たず、かわりに内陸で伏流水となったり、蒸発して消失する例がある。その場合終点は季節によって大きく左右される。

他にも
- 流域における詳細な地図が存在しない場合があること。
- 一般的に川はフラクタル的な形状をしており、使用する地図の縮尺によっても算定値が左右される。大きな（詳細な）縮尺で測るほど長い値が出る。これはルイス・フライ・リチャードソンが海岸線の長さを測っている際に発見した。川の長さをはかる理想的な方法は、川の幅がわかる程度に大きな縮尺の地図を用いることである。
- 十分に大きな縮尺の地図が用意できたとしても川の長さを測るのは容易ではない。川の中心で測るか川岸で測るかによっても値が異なってくる。位置が季節によって異なる場合がある。間に湖を挟む場合の測り方も明確ではない。これらのことが川の長さを測ることを困難にしている。

このため、川の長さを議論するときはしばしば概算が用いられる。地球上最も長い河川に関して、ナイル川とアマゾン川のいずれであるかで多くの議論があるのはこのような事情による。以下ではこの2つの河川に限り理科年表 2006年版の数値を用いた。さらに「長さ」をすべての支流を含むシステムとしての川の長さとして扱う。

## 2,000kmを越す川のリスト
先に述べたとおり、ここで用いたデータは概算によるものである。ほとんどの川では異なる長さのデータがあるため、それを()内に記した。
| 州名色付け | 州名色付け | 州名色付け | 州名色付け | 州名色付け | 州名色付け |
| ---------- | ---------- | ---------- | ---------- | ---------- | ---------- |
| アフリカ   | アジア     | ヨーロッパ | 北アメリカ | オセアニア | 南アメリカ |

|    | 川                                    | 長さ (km)                 | 流域面積 (km2)          | 平均 流量 (m3/s) | 河口               | 国 |
| -- | ------------------------------------- | ------------------------- | ----------------------- | ---------------- | ------------------ | --- |
| 1  | ナイル川                              | 6,650 （6,695）           | 2,870,000 （3,349,000） | 2,800            | 地中海             | スーダン, エチオピア, エジプト, ウガンダ, タンザニア, ケニヤ, ルワンダ, ブルンジ, エリトリア, コンゴ民主共和国 |
| 2  | アマゾン川                            | 6,516                     | 7,050,000               | 209,000          | 大西洋             | ブラジル, ペルー, ボリビア, コロンビア, エクアドル, ベネズエラ |
| 3  | 長江                                  | 6,300 （5,797） （6,380） | 1,175,000 （1,959,000） | 20,030           | 東シナ海           | 中華人民共和国 |
| 4  | ミシシッピ川 - ミズーリ川             | 5,971                     | 3,250,000               | 16,200           | メキシコ湾         | アメリカ合衆国（98.5%）, カナダ（1.5%） |
| 5  | オビ川 - エルティシ川                 | 5,570*                    | 2,430,000 （2,990,000） | 12,800           | オビ湾             | ロシア, カザフスタン, 中華人民共和国 |
| 6  | エニセイ川 - アンガラ川               | 5,550 （4,506）           | 2,700,000 （2,580,000） | 17,600           | カラ海             | ロシア, モンゴル国 |
| 7  | 黄河                                  | 4,667 （5,464）           | 745,000 （980,000）     | 2,110            | 渤海               | 中華人民共和国 |
| 8  | レナ川                                | 4,400                     | 2,420,000 （2,490,000） | 12,100           | ラプテフ海         | ロシア |
| 9  | コンゴ川                              | 4,371 （4,670）           | 3,680,000               | 39,610           | 大西洋             | コンゴ民主共和国, 中央アフリカ共和国, アンゴラ, コンゴ共和国, タンザニア, カメルーン, ザンビア, ブルンジ, ルワンダ |
| 10 | アムール川                            | 4,368* （4,416）          | 1,855,000               | 11,400           | オホーツク海       | ロシア, 中華人民共和国, モンゴル国 |
| 11 | マッケンジー川                        | 4,241 （5,427）           | 1,790,000               | 10,300           | ボーフォート海     | カナダ |
| 12 | メコン川                              | 4,123 （4,425）           | 810,000                 | 16,000           | 南シナ海           | ラオス, タイ王国, 中華人民共和国, カンボジア, ベトナム, ミャンマー |
| 13 | ニジェール川                          | 4,167 （4,138*）          | 1,200,000 （1,890,000） | 9,570            | ギニア湾           | ナイジェリア（26.6%）, マリ（25.6%）, ニジェール（23.6%）, アルジェリア（7.6%）, ギニア （4.5%）, カメルーン（4.2%）, ブルキナファソ（3.9%）, コートジボワール, ベナン, チャド |
| 14 | パラナ川 （ラプラタ川）               | 3,998 （4,700） （4,500） | 3,100,000               | 14,180           | 大西洋             | ブラジル（46.7%）, アルゼンチン（27.7%）, パラグアイ（13.5%）, ボリビア（8.3%）, ウルグアイ（3.8%） |
| 15 | ヴォルガ川                            | 3,645* （3,688）          | 1,380,000               | 8,080            | カスピ海           | ロシア（99.8%）, カザフスタン（minor）, ベラルーシ（minor） |
| 16 | マレー川 - ダーリング川               | 3,620 （3,672）           | 910,000 （1,058,000）   | 767              | 南極海             | オーストラリア |
| 17 | シャットゥルアラブ川 - ユーフラテス川 | 3,596 （2,992） （2,800） | 884,000 （765,000）     | 856              | ペルシャ湾         | イラク（40.5%）, トルコ（24.8%）, イラン（19.7%）, シリア（14.7%） |
| 18 | ユーコン川                            | 3,184                     | 850,000                 | 6,210            | ベーリング海       | アメリカ合衆国（59.8%）, カナダ（40.2%） |
| 19 | インダス川                            | 3,180                     | 960,000 （1,166,000）   | 7,160            | アラビア海         | パキスタン, インド, 中華人民共和国, 紛争中（カシミール）, アフガニスタン（6.3%） |
| 20 | サンフランシスコ川                    | 3,180* （2,900）          | 610,000                 | 3,300            | 大西洋             | ブラジル |
| 21 | シルダリヤ川 - アムダリア川           | 3,078                     | 100,000                 | ?                | アラル海           | カザフスタン（34.5%）, ウズベキスタン（31.1%）, タジキスタン（11.0%）, キルギスタン（9.1%）, アフガニスタン （8.5%）, トルクメニスタン（5.7%） |
| 22 | サルウィン川                          | 3,060                     | 324,000                 | ?                | アンダマン海       | 中華人民共和国（52.4%）, ミャンマー（43.9%）, タイ王国（3.7%） |
| 23 | セントローレンス川                    | 3,058                     | 1,030,000 （1,463,000） | 10,100           | セントローレンス湾 | カナダ（52.1%）, アメリカ合衆国（47.9%） |
| 24 | リオ・グランデ川                      | 3,057 （2,896）           | 570,000                 | 82               | メキシコ湾         | アメリカ合衆国（52.1%）, メキシコ（47.9%） |
| 25 | ブラマプトラ川 - ヤルンツァンポ川     | 2,948* （2,840）          | 1,730,000               | 38,490           | ベンガル湾         | インド（58.0%）, 中華人民共和国（19.7%）, ネパール（9.0%）, バングラデシュ（6.6%）, 紛争中 インド/中華人民共和国（4.2%）, ブータン（2.4%） |
| 26 | ドナウ川                              | 2,850*                    | 817,000                 | 7,130            | 黒海               | ルーマニア（28.9%）, ハンガリー（11.7%）, オーストリア（10.3%）, セルビア（10.3%）, ドイツ（7.5%）, スロバキア（5.8%）, ブルガリア（5.2%）, ボスニア・ヘルツェゴビナ（4.8%）, クロアチア（4.5%）, ウクライナ（3.8%）, チェコ共和国（2.6%）, スロベニア（2.2%）, モルドバ（1.7%）, スイス（0.32%）, イタリア（0.15%）, ポーランド（0.09%）, アルバニア（0.03%） |
| 27 | トカンチンス川                        | 2,699                     | 1,400,000               | ?                | 大西洋, アマゾン川 | ブラジル |
| 28 | ザンベジ川                            | 2,693* （2,736）          | 1,330,000               | 4,880            | モザンビーク海峡   | ザンビア（41.6%）, アンゴラ（18.4%）, ジンバブエ（15.6%）, モザンビーク（11.8%）, マラウイ（8.0%）, タンザニア（2.0%）, ナミビア, ボツワナ |
| 29 | アラグアイア川                        | 2,627                     | ?                       | ?                | トカンチンス       | ブラジル |
| 30 | ジャプラ川                            | 2,615*                    | ?                       | ?                | アマゾン川         | ブラジル, コロンビア |
| 31 | ネルソン川 - サスカチュワン川         | 2,570                     | 1,093,000               | 2,575            | ハドソン湾         | カナダ, アメリカ合衆国 |
| 32 | パラグアイ川                          | 2,549                     | ?                       | ?                | パラナ川           | ブラジル, パラグアイ, ボリビア, アルゼンチン |
| 33 | ウラル川                              | 2,428                     | 237,000                 | ?                | カスピ海           | ロシア, カザフスタン |
| 34 | アーカンザス川                        | 2,348                     | 505,000 （435,122）     | ?                | ミシシッピ川       | アメリカ合衆国 |
| 35 | ドニエプル川                          | 2,287                     | 516,300                 | 1,670            | 黒海               | ロシア, ベラルーシ, ウクライナ |
| 36 | コロラド川                            | 2,333                     | 390,000 （590,000）     | ?                | カリフォルニア湾   | アメリカ合衆国, メキシコ |
| 37 | エーヤワディー（イラワジ）川          | 2,170 （1,992）           | 411,000                 | ?                | アンダマン海       | ミャンマー |
| 38 | 西江                                  | 2,130                     | 437,000                 | 13,600           | 南シナ海           | 中華人民共和国 |
| 39 | オハイオ川 - アレゲニー川             | 2,102                     | 490,603                 | ?                | ミシシッピ川       | アメリカ合衆国 |
| 40 | オリノコ川                            | 2,101 （2,500）           | 41,000 （945,000）      | ?                | 大西洋             | ベネズエラ, コロンビア |
| 41 | オレンジ川                            | 2,092                     | 1,020,000               | ?                | 大西洋             | 南アフリカ, ナミビア, ボツワナ, レソト |

註 :
- アスタリスクつき（*）の川はいくつもある水源までの平均距離を示している。資料によって異なる長さがある場合すべてを表記している。
- ナイル川かアマゾン川が地球でもっとも長い川と考えられている。
- いくつかの川ではその川が通っている国の割合を示した。

## 1,000km以上の川の一覧
1. 6,650 km - ナイル川、アフリカ
2. 6,516 km - アマゾン川、南アメリカ[1]
3. 6,300 km - 長江, 中華人民共和国
4. 6,019 km - ミシシッピ川 - ミズーリ川, アメリカ合衆国
5. 5,570 km - オビ川 - イルチシ川, 北アジア
6. 5,550 km - エニセイ川 - アンガラ川, モンゴル国 / ロシア,（5,870 km）
7. 5,460 km - 黄河, 中華人民共和国,（or 5,463 km）
8. 4,410 km - アムール川, 東アジア
9. 4,380 km - コンゴ川, アフリカ,（or 4,670 km, 水源について論争あり）
10. 4,425 km - メコン川, 東南アジア
11. 4,260 km - レナ川, ロシア（北アジア）
12. 4,240 km - マッケンジー川, カナダ
13. 4,184 km - ニジェール川, アフリカ, （4,167 km）（4,030 km）（4,200 km）
14. 3,998 km - パラナ川, 南アメリカ,（4,500 km）（3,300 km）（3,700 km）
15. 3,717 km - マリー・ダーリング川, オーストラリア,（3,750 km）（2,574 km）
16. 3,685 km - ヴォルガ川, ロシア（ヨーロッパ）（3,530 km 三角州を除く）
17. 3,596 km - シャッタルアラブ川 - ユーフラテス川, 西アジア
18. 3,379 km - プルス川, ペルー / ブラジル,（2,948 km）（3,210 km）（アマゾン川の支流）
19. 3,239 km - マデイラ川, ボリビア / ブラジル（アマゾン川の支流）
20. 3,199 km - サンフランシスコ川, ブラジル,（2,900 km）（3,161 km）
21. 3,184 km - ユーコン川, カナダ / アメリカ合衆国
22. 3,180 km - インダス川, 南アジア
23. 3,078 km - シルダリヤ川, 中央アジア,（2,212 km）
24. 3,060 km - サルウィン川, 東南アジア,（2,600 km）
25. 3,058 km - セントローレンス川, アメリカ合衆国 / カナダ
26. 3,057 km - リオ・グランデ川, アメリカ合衆国 / メキシコ,（2,870 km）（2,896 km）
27. 2,989 km - ニジニャヤ・ツングースカ川, ロシア（北アジア）（エニセイ川の支流）
28. 2,896 km - ブラマプトラ川, 南アジア
29. 2,858 km - ダニューブ川, ヨーロッパ
30. 2,820 km - ジャプラ川, コロンビア / ブラジル
31. 2,750 km - トカンチンス川, ブラジル,（2,416 km）（2,640 km）（アマゾン川の支流）
32. 2,650 km - ザンベジ川, 南アフリカ共和国
33. 2,650 km - ビリュイ川, ロシア（北アジア）,（レナ川の支流）
34. 2,620 km - アムダリア川, 中央アジア
35. 2,575 km - アラグアイア川, ブラジル
36. 2,570 km - ネルソン川 - サスカチュワン州, カナダ
37. 2,549 km - パラグアイ川, 南アメリカ（パラナ川の支流）
38. 2,534 km - ウラル川, ロシア / カザフスタン,（2,428 km）
39. 2,513 km - コリマ川, ロシア（北アジア）,（2,219 km）
40. 2,510 km - ガンジス川, インド / バングラデシュ
41. 2,500 km - オリノコ川, ベネズエラ / コロンビア,（2,140 km）（3,000 km）
42. 2,500 km - ピルコマジョ川, 南アメリカ
43. 2,490 km - 上オビ川, ロシア（北アジア）
44. 2,490 km - シャベレ川, エチオピア / ソマリア
45. 2,450 km - イシム川, カザフスタン / ロシア
46. 2,410 km - ジュルア川, ペルー / ブラジル
47. 2,348 km - アーカンソー川, アメリカ合衆国
48. 2,333 km - コロラド川, アメリカ合衆国 / メキシコ,（2,250 km）
49. 2,300 km - ウバンギ川, 中央アフリカ
50. 2,292 km - オレニョク川, ロシア（北アジア）
51. 2,285 km - ドニエプル川, ヨーロッパ
52. 2,273 km - アルダン川, ロシア（北アジア）
53. 2,250 km - コロンビア川, カナダ / アメリカ合衆国,（1,953 km）
54. 2,250 km - ネグロ川, 南アメリカ
55. 2,188 km - レッド川, アメリカ合衆国
56. 2,153 km - カサイ川, アンゴラ / コンゴ民主共和国
57. 2,150 km - イラワジ川, ミャンマー,（1,880 km）
58. 2,129 km - 西江, 中華人民共和国
59. 2,100 km - タリム川, 中華人民共和国
60. 2,100 km - シングー川, ブラジル
61. 2,010 km - 北サラド川, アルゼンチン
62. 1,978 km - ビチム川, ロシア（北アジア）
63. 1,950 km - チグリス川, トルコ / イラク
64. 1,927 km - 松花江（ソンホア川）, 中華人民共和国
65. 1,900 km - タパジョス川, ブラジル
66. 1,870 km - ドン川, ロシア（ヨーロッパ）
67. 1,865 km - ポドカメンナヤ・ツングースカ川, ロシア（北アジア）
68. 1,860 km - オレンジ川, 南アフリカ共和国
69. 1,809 km - ペチョラ川, ロシア（ヨーロッパ）
70. 1,805 km - カマ川, ロシア（ヨーロッパ）
71. 1,800 km - リンポポ川, 南アフリカ共和国
72. 1,749 km - グアポレ川, ブラジル / ボリビア
73. 1,726 km - インジギルカ川, ロシア（北アジア）
74. 1,670 km - スネーク川, アメリカ合衆国
75. 1,641 km - セネガル川, 西アフリカ
76. 1,610 km - ウルグアイ川, 南アメリカ
77. 1,600 km - 青ナイル川, エチオピア / スーダン
78. 1,600 km - チャーチル川, カナダ
79. 1,600 km - ハタンガ川, ロシア（北アジア）
80. 1,600 km - ボルタ川, 西アフリカ
81. 1,600 km - オカバンゴ川, 南アフリカ共和国
82. 1,599 km - ベニ川, ボリビア
83. 1,594 km - プラット川, アメリカ合衆国
84. 1,591 km - トボル川, カザフスタン / ロシア
85. 1,579 km - オハイオ川, アメリカ合衆国
86. 1,575 km - イサ川, 南アメリカ
87. 1,550 km - マグダレナ川, コロンビア
88. 1,532 km - 漢水, 中華人民共和国
89. 1,500 km - ロマミ川（英語版）, コンゴ民主共和国
90. 1,500 km - オカ川, ロシア（ヨーロッパ）
91. 1,490 km - ペコス川, アメリカ合衆国
92. 1,480 km - 上エニセイ川, モンゴル国 / ロシア
93. 1,465 km - ゴーダーヴァリ川, インド
94. 1,438 km - コロラド川, アメリカ合衆国
95. 1,420 km - ベラヤ川, ロシア（ヨーロッパ）
96. 1,415 km - マラニョン川, ペルー
97. 1,411 km - ドニエステル川, ウクライナ / モルドバ,（1,352 km）
98. 1,400 km - ベヌエ川, カメルーン / ナイジェリア
99. 1,400 km - イリ川, 中華人民共和国 / カザフスタン
100. 1,376 km - ヤムナー川, インド
101. 1,370 km - サトルジ川, インド / パキスタン
102. 1,370 km - ヴャトカ川, ロシア（ヨーロッパ）
103. 1,368 km - フレーザー川, カナダ
104. 1,360 km - リオ・グランデ川, ブラジル
105. 1,352 km - ブラゾス川, アメリカ合衆国
106. 1,345 km - 遼河, 中華人民共和国
107. 1,323 km - 雅礱江, 中華人民共和国
108. 1,320 km - イグアス川, ブラジル / アルゼンチン
109. 1,320 km - オリョークマ川, ロシア（北アジア）
110. 1,310 km - 北ドビナ川, ロシア（ヨーロッパ）
111. 1,300 km - クリシュナ川, インド
112. 1,300 km - イリリ川, ブラジル
113. 1,289 km - ナルマダ川, インド
114. 1,271 km - オタワ川, カナダ
115. 1,242 km - ゼーヤ川, ロシア（東アジア）
116. 1,240 km - ジュルエナ川, ブラジル
117. 1,236 km - ライン川, ヨーロッパ
118. 1,236 km - 上ミシシッピ川, アメリカ合衆国
119. 1,231 km - アサバスカ川, カナダ
120. 1,223 km - カナディアン川, アメリカ合衆国
121. 1,220 km - 北サスカチュワン川, カナダ
122. 1,200 km - シーレ川, 南アフリカ共和国
123. 1,200 km - タパジョス川, ブラジル
124. 1,190 km - 嫩江, 中華人民共和国
125. 1,175 km - グリーン川, アメリカ合衆国
126. 1,173 km - ミルク川, アメリカ合衆国 / カナダ
127. 1,159 km - エルベ川, チェコ共和国 / ドイツ,（1,165 km）
128. 1,158 km - チンドウィン川, ミャンマー、（or 1,207 km）
129. 1,143 km - ジェームズ川 (ミシシッピ川水系)（英語版）, アメリカ合衆国
130. 1,130 km - ヘルマンド川, アフガニスタン / イラン
131. 1,130 km - マドレ・デ・ディオス川, ペルー / ボリビア
132. 1,130 km - ティエテ川（英語版）, ブラジル
133. 1,130 km - ヴィチェグダ川, ロシア（ヨーロッパ）
134. 1,123 km - シマロン川（英語版）, アメリカ合衆国
135. 1,120 km - バール川, 南アフリカ
136. 1,120 km - アナディル川, ロシア（北アジア）
137. 1,115 km - リアード川, カナダ
138. 1,100 km - ワヤガ川（英語版）, ペルー
139. 1,102 km - ホワイト川（英語版）, アメリカ合衆国
140. 1,094 km - ガンビア川, 西アフリカ
141. 1,086 km - チェナブ川, インド / パキスタン
142. 1,080 km - イエローストーン川, アメリカ合衆国
143. 1,078 km - ドネツ川, ウクライナ / ロシア,（1,053 km）
144. 1,050 km - ベルメホ川, 南アメリカ
145. 1,050 km - グアビアーレ川, コロンビア
146. 1,050 km - クスコクイム川, アメリカ合衆国
147. 1,050 km - フライ川, パプアニューギニア / インドネシア
148. 1,049 km - テネシー川, アメリカ合衆国
149. 1,020 km - ダウガヴァ川, ヨーロッパ
150. 1,015 km - ヒラ川, アメリカ合衆国
151. 1,014 km - ヴィスワ川, ポーランド
152. 1,012 km - ロワール川, フランス
153. 1,010 km - エセキボ川, ガイアナ
154. 1,010 km - ホピョール川（英語版）, ロシア（ヨーロッパ）
155. 1,006 km - タホ川, スペイン / ポルトガル